# Today Is A Beautiful Day
Today Is A Beautiful Day는 2011년 3월 16일 발매된 Supercell의 두 번째 정규 앨범이다.

## 개요
Supercell의 첫 음반 <Supercell> 이후 2년만에 발표한 두 번째 정규 앨범으로, 객원 보컬 nagi가 참여한 처음이자 마지막 정규 앨범이다. 총 13트랙으로 구성되어 있는데, 이 중 6개는 이전의 싱글 앨범의 곡들이거나 인터넷으로 공개된 곡이고, 나머지 7개가 새로운 곡이다. 통상반과 초회반의 자켓 일러스트는 미와 시로와 redjuice가 다루고 있는 것 외, 고야마 히로카즈, 코자키 유스케가 전13곡의 세계관을 일러스트로 그리고 있다. 초회반에는 「Perfect Day」의 가사의 세계관을 기본으로 미와 시로가 일러스트화해, 나카무라 료스케가 애니메이션으로 표현한 PV가 동고되고 있다. 나카무라는 「주인공과 또 한 사람의 자신과의, 겨울의 해후에 촉발 되어 만들었다.」라고 말했다.
또 이번 작품은 라이브 밴드 주체의 사운드가 되어 있다.
이 앨범으로 supercell의 작품으로서는 싱글, 앨범을 통해서 첫 주간 TOP3 진입을 기록했다. 3주 연속 TOP10에 랭크 인 해, 8만 매 이상의 매상을 기록했다.

## 수록곡
| #            | 제목                                                    | 재생 시간 |
| ------------ | ------------------------------------------------------- | --------- |
| 1.           | 〈끝으로 향하는 시작의 노래(終わりへ向かう始まりの歌)〉 | 2:10      |
| 2.           | 〈네가 모르는 이야기(君の知らない物語)〉                | 5:39      |
| 3.           | 〈히어로(ヒーロー)〉                                    | 5:11      |
| 4.           | 〈Perfect Day〉                                         | 4:46      |
| 5.           | 〈복수(復讐)〉                                          | 3:23      |
| 6.           | 〈로큰롤이랍니다(ロックンロールなんですの)〉            | 3:36      |
| 7.           | 〈LOVE & ROLL〉                                         | 4:55      |
| 8.           | 〈Feel so good〉                                        | 5:01      |
| 9.           | 〈별이 반짝이는 이런 밤에(星が瞬くこんな夜に)〉         | 4:29      |
| 10.          | 〈물거품 불꽃(うたかた花火)〉                           | 6:00      |
| 11.          | 〈날이 밝아와(夜が明けるよ)〉                           | 4:50      |
| 12.          | 〈안녕 메모리즈(さよならメモリーズ)〉                   | 6:08      |
| 13.          | 〈나에게(私へ)〉                                        | 2:06      |
| 총 재생 시간 | 총 재생 시간                                            | 58:20     |